# Exetastes robustus
Exetastes robustus là một loài tò vò trong họ Ichneumonidae.